# Félix Goblet d'Alviella
Félix Albert Goblet d'Alviella (Ixelles, 26 maggio 1884 – Bruxelles, 7 febbraio 1957) è stato uno schermidore belga, vincitore di una medaglia d'argento nella scherma ai giochi olimpici.